# 大熊座CF
大熊座CF，又名BD+38 2285，HD 103095、SAO 62738、HR 4550，是大熊座的一颗恒星，视星等为6.45，位于銀經168.42，銀緯73.69，其B1900.0坐标为赤經11h 47m 13s，赤緯+38° 73.69′ 10″。